# Echinopodium penai
Echinopodium penai är en tvåvingeart som beskrevs av Duret 1976. Echinopodium penai ingår i släktet Echinopodium och familjen svampmyggor. Inga underarter finns listade i Catalogue of Life.